# 김동하 (1961년)
김동하(金東夏, 1961년 12월 12일 ~ )는 대한민국의 제6대 대구광역시 북구의원이었다.

## 학력
- 1968.03 ~ 1974.02 계림국민학교 졸업
- 1974.03 ~ 1977.02 경주중학교 졸업
- 1977.03 ~ 1980.02 대건고등학교 졸업
- 경북대학교 경상대학 회계학과 경영학 학사 졸업
- 경북대학교 일반대학원 회계학과 경영학 석사 졸업

## 경력
- (주)에이원스틸 대표이사
- 대구 북구 초등운영위원장협의회 감사
- 신암초등학교 운영위원회 위원장
- 대구 한나라당 3기 정치대학원 부회장
- 그린이업종교류회 이사
- 대구유통단지발전협의회 대의원
- 대구은행 명예지점장
- 대현뜨란채 입주자대표회의 회장
- 대건고등학교 제29회 동기회 회장
- 대구시 대현2동 방위협의회 회장
- 대구시 대현2동 주민자치위원회 위원
- 대구시 대현2동 재향군인회 이사
- 대현동 새마을금고 대의원
- 신천마라톤클럽 고문
- 2010.07 ~ 2014.03 제6대 대구광역시 북구의회 의원
- 2010.07 ~ 2012.07 제6대 대구광역시 북구의회 전반기 행정자치위원회 위원
- 2010.07 ~ 2012.07 제6대 대구광역시 북구의회 전반기 의회운영위원회 위원장
- 2010.07 ~ 2012.07 제6대 대구광역시 북구의회 전반기 예산결산특별위원회 위원
- 2013.06 ~ 2013.06 제6대 대구광역시 북구의회 경북도청 이전후적지 개발추진특별위원회 위원
- 2012.07 ~ 2014.03 제6대 대구광역시 북구의회 후반기 행정자치위원회 위원
- 2012.07 ~ 2014.03 제6대 대구광역시 북구의회 후반기 예산결산특별위원회 위원

## 역대 선거 결과
| 실시년도 | 선거      | 대수 | 직책   | 선거구                | 정당     | 득표수   | 득표율          | 순위 | 당락 | 비고           |
| -------- | --------- | ---- | ------ | --------------------- | -------- | -------- | --------------- | ---- | ---- | -------------- |
| 2010년   | 지방 선거 | 6대  | 구의원 | 대구 북구 (라 선거구) | 한나라당 | 3,066 표 | \| \| 29.00% \| | 1위  |      | 초선, 민선 5기 |
|          | 29.00%    |      |        |                       |          |          |                 |      |      |                |